# Carl Ebbinghaus
Carl Ebbinghaus, auch Karl Ebbinghaus, (* 2. Juni 1872 in Hamburg; † 29. Oktober 1950 Schloss Neuburg am Inn) war ein deutscher Bildhauer und Medailleur.

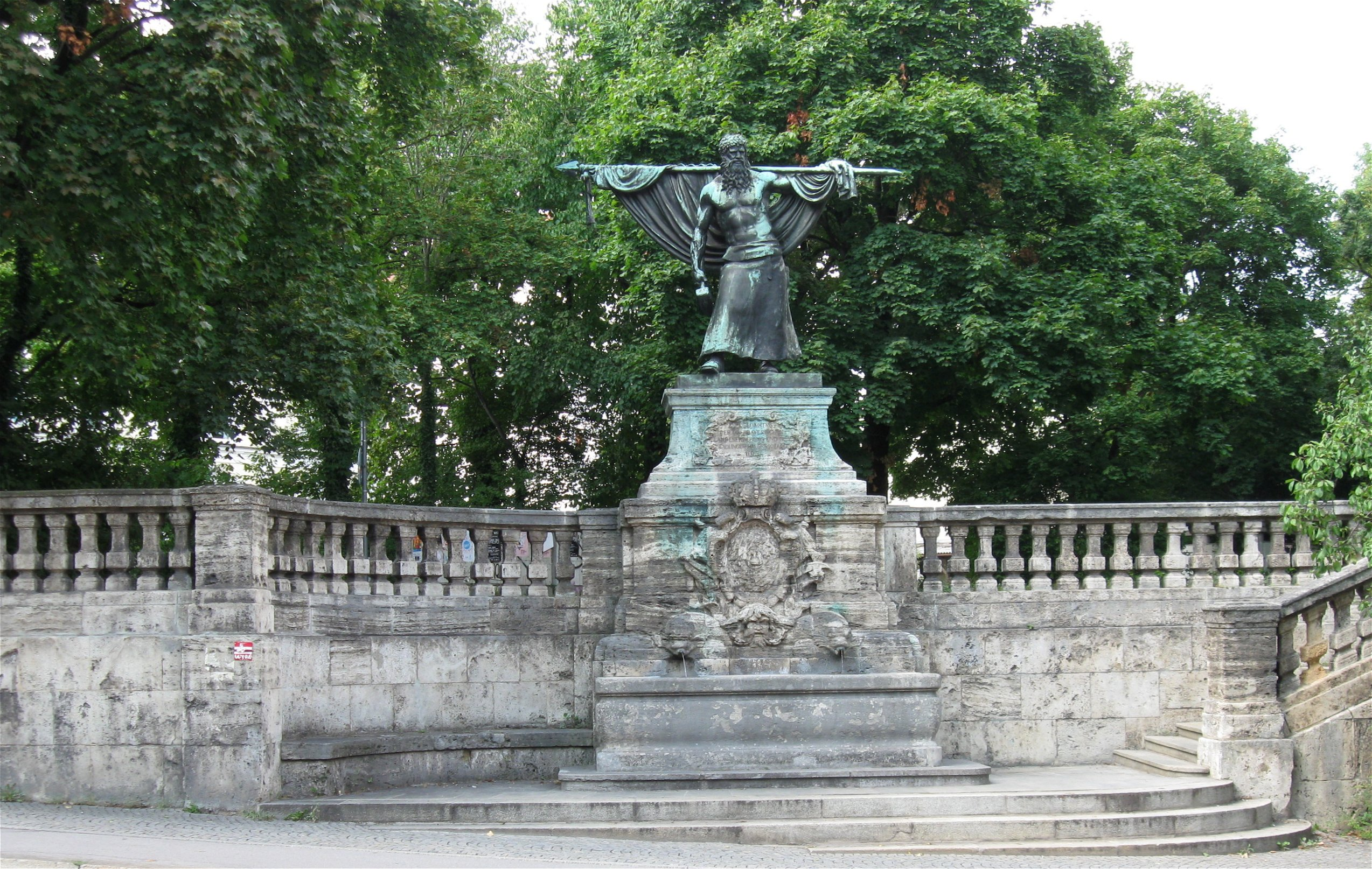
Schmied-von-Kochel-Denkmal

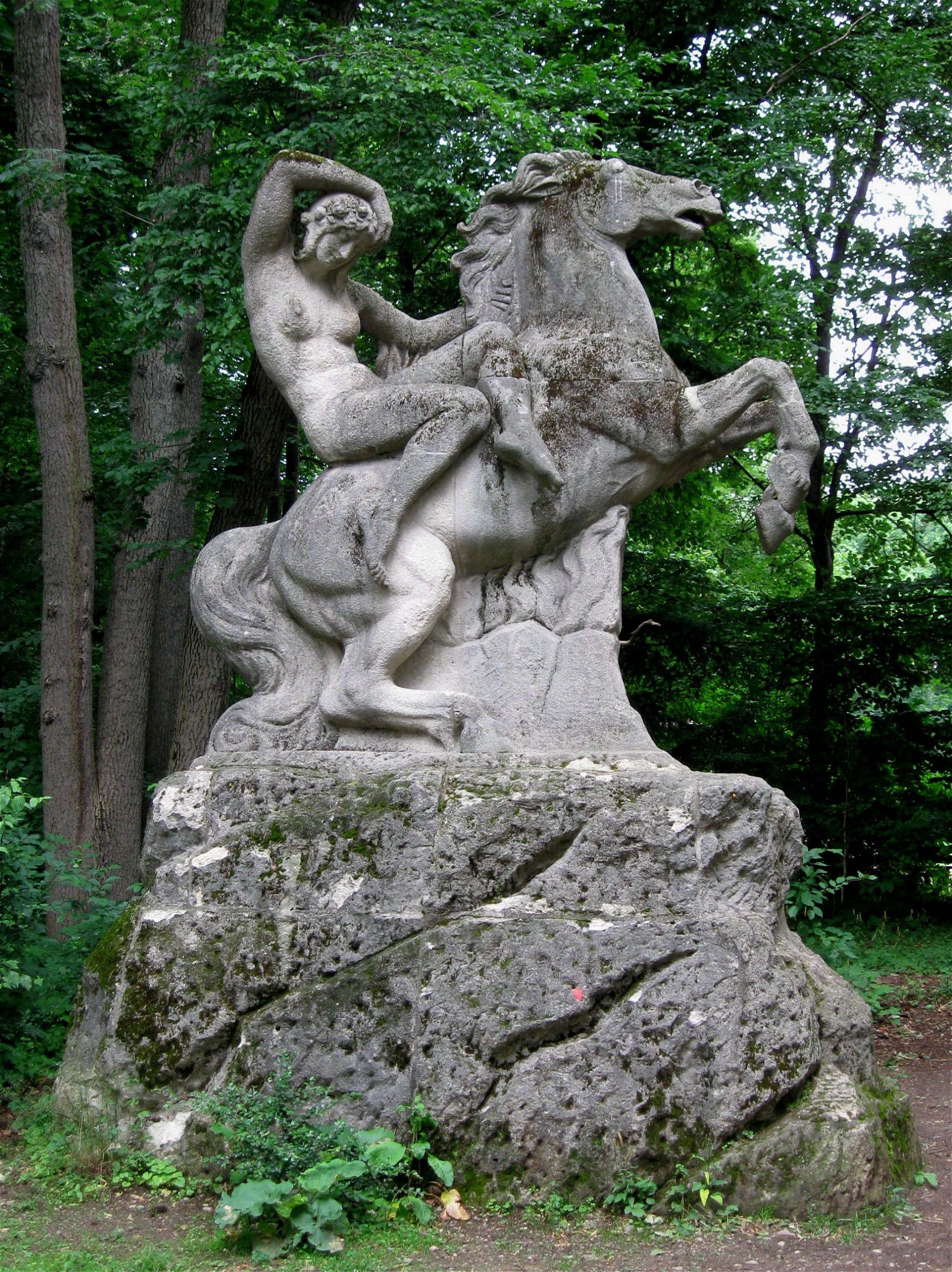
Reiterin auf steigendem Pferd im Bavariapark in München

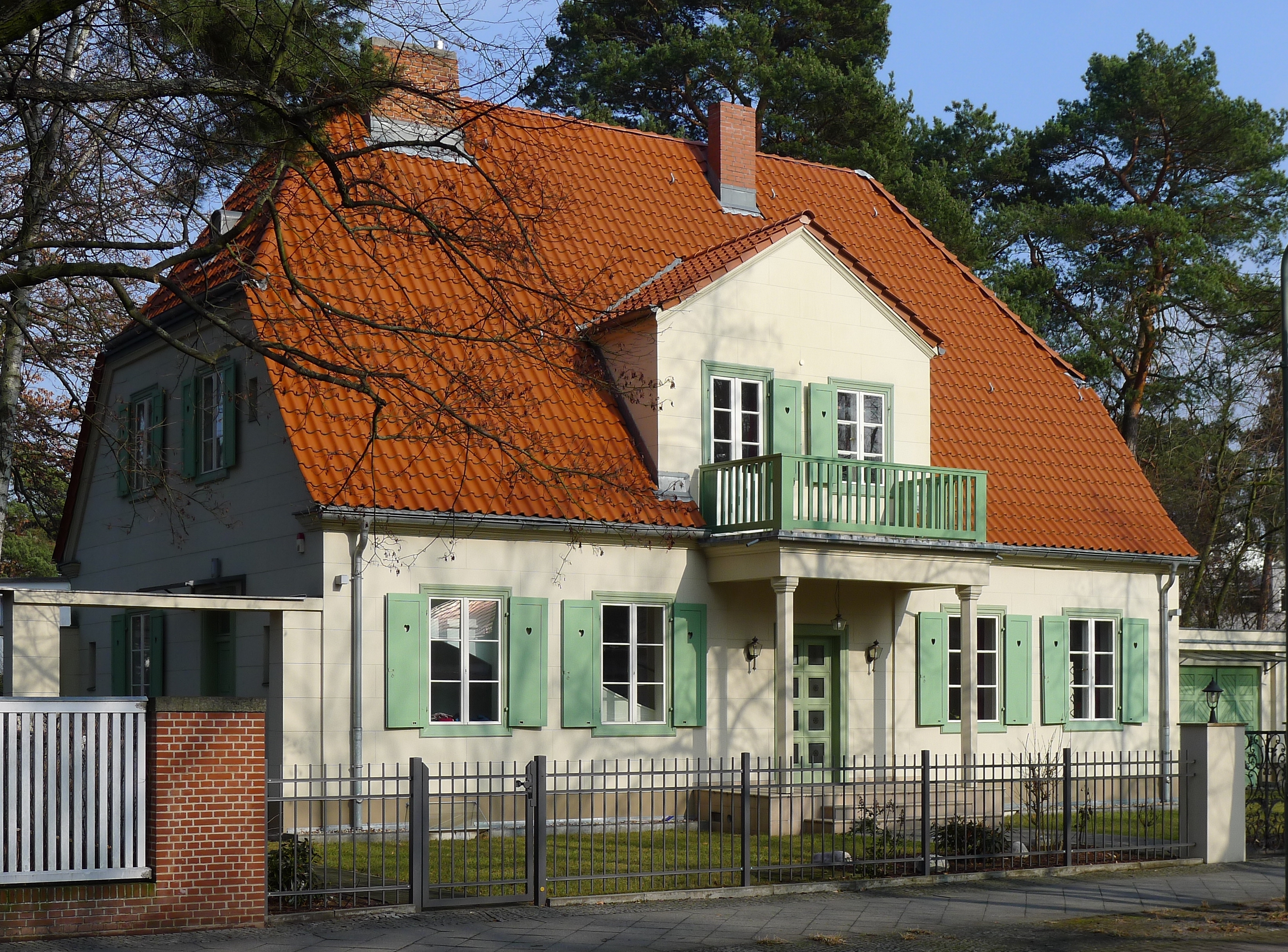
Wohnhaus von Ebbinghaus in Berlin, unter Denkmalschutz

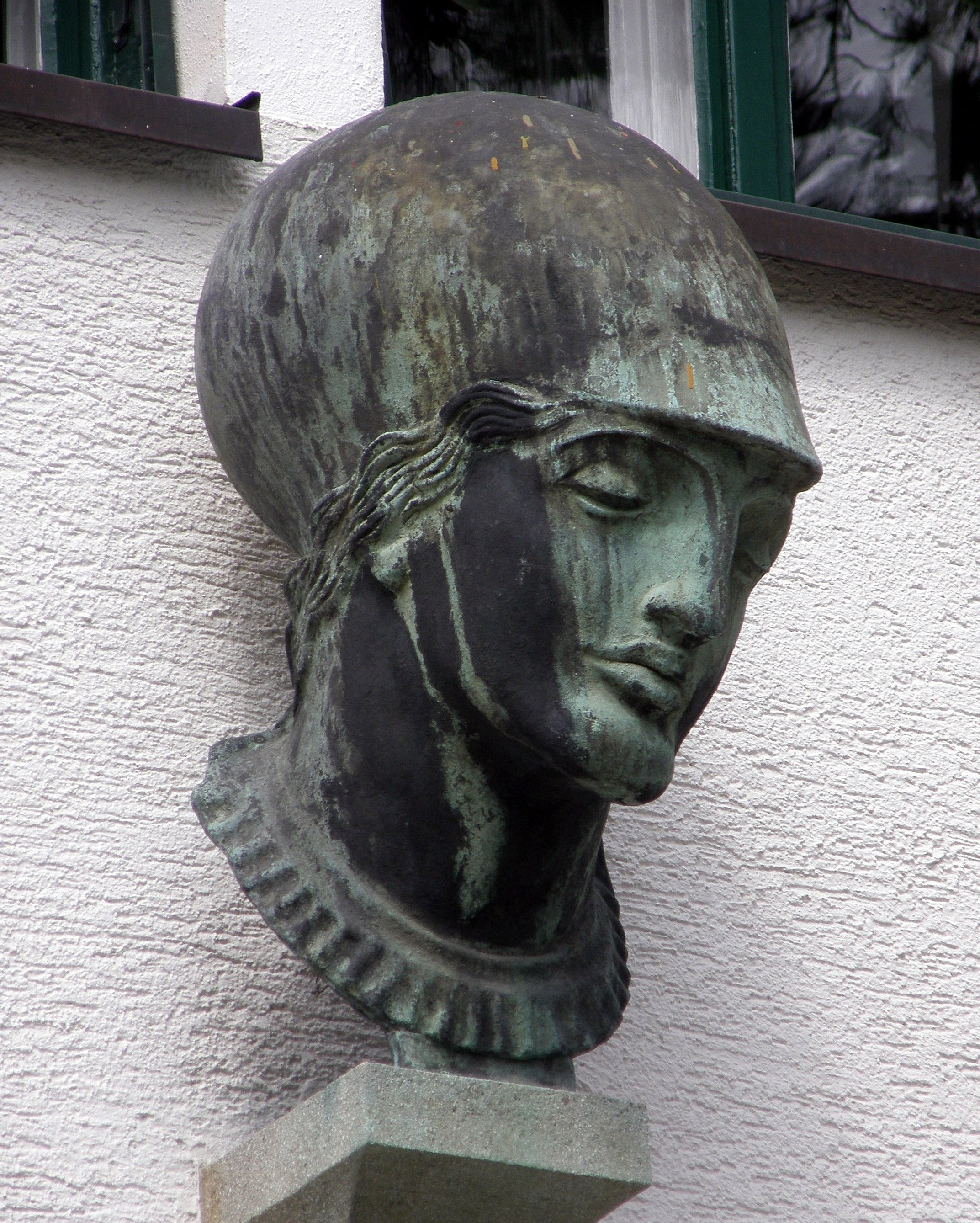
Kopf der Minerva am Otto-Suhr-Institut in Berlin

## Leben
Carl Ebbinghaus studierte an der Münchner Kunstakademie bei Adolf von Hildebrand.
Zu seinen bekanntesten Werken in München gehören das Denkmal für den Schmied von Kochel (1906–1910) in der Lindwurmstraße in Sendling sowie die Allegorie der Phantasie, auch: Reiterin auf steigendem Pferd, (1907/1908) im Bavariapark im Bezirk Schwanthalerhöhe. Bei dem Sendlinger Brunnendenkmal und später noch mehrfach arbeitete Ebbinghaus mit dem Münchner Architekten Carl Sattler zusammen.
Als frühes Mitglied des Deutschen Künstlerbundes findet sich Ebbinghaus bereits 1906 im Mitgliederverzeichnis der 3. Jahresausstellung im Großherzoglichen Museum Weimar, wo er die Bronzeplastik Der Riese und eine silberne Statuette zeigte. 1906 und 1908 stellte er in der Kunsthalle Bremen aus.
In den 1920er Jahren wohnte Ebbinghaus in Berlin-Dahlem (heute zu Berlin-Schmargendorf gehörend; Rheinbabenallee 44) in einem von Alfred Breslauer & Paul Salinger errichteten Wohnhaus. In seiner Berliner Zeit wurde Ebbinghaus der Freien Secession Berlin zugerechnet.
Am 1926–1927 erbauten Institutsgebäude des ehemaligen Kaiser-Wilhelm-Instituts für Anthropologie, menschliche Erblehre und Eugenik in Berlin-Dahlem (heute durch das Otto-Suhr-Institut der Freien Universität Berlin genutzt), findet sich Ebbinghaus’ Büste Kopf der Minerva, auch als Göttin Athene mit Helm bezeichnet, für die ihm die populäre Schauspielerin Henny Porten Modell gesessen haben soll.
Ebbinghaus schuf als Medailleur die Erstfassung der 1925 gestifteten Karmarsch-Denkmünze der Hannoversche Hochschulgemeinschaft (heute: Leibniz Universitätsgesellschaft Hannover e. V.). Von ihm geschaffene Münzen sind regelmäßig im Handel zu finden.

## Archivalien
- Ebbinghaus’ Personenakte der Landesleitung Berlin der Reichskammer der bildenden Künste ist im Landesarchiv Berlin nachgewiesen:
Landesarchiv Berlin, Findbuch A Rep. 243-04 Reichskammer der bildenden Künste – Landesleitung Berlin; landesarchiv-berlin.de (PDF; 3,6 MB) S. 260, Nr. 1701.